# نیوآرک، میسوری
نیوآرک (به انگلیسی: Newark) یک روستا (ایالات متحده آمریکا) در ایالات متحده آمریکا است که در شهرستان ناکس، میزوری واقع شده‌است.
 نیوآرک ۰٫۸۴ کیلومتر مربع مساحت و ۹۴ نفر جمعیت دارد و ۲۱۱ متر بالاتر از سطح دریا واقع شده‌است.